# Gladicosa huberti
Gladicosa huberti là một loài nhện trong họ Lycosidae.
Loài này thuộc chi Gladicosa. Gladicosa huberti được Ralph Vary Chamberlin miêu tả năm 1924.